# Lekcja podająca
Lekcja podająca, prekursorem której jest Jan Fryderyk Herbart, opiera się na założeniu, iż najlepszym sposobem nauczania jest bezpośredni przekaz wiedzy uczniom w formie gotowej do zapamiętywania. Formą jej realizacji jest dyktowanie treści dydaktycznych i egzekwowanie ich odtworzenia na sprawdzianie. Ten typ lekcji posiada szereg zalet, takich jak: otrzymywanie gotowego materiału naukowego bez konieczności szukania go w książkach, treść jest jasna i zwięzła, wszelkie zawiłości teorii są od razu wyjaśniane. Podstawową wadą jest natomiast niska aktywność uczniów i znudzenie pasywną formą pracy na lekcji przez sporządzanie długich notatek.